# La Pierre de folie
La Pierre de folie est le quatrième album de la série de bandes dessinées Balade au bout du monde.

## Synopsis
Du fond d’un hôpital psychiatrique, Arthis remonte le fil de ses souvenirs pour raconter aux médecins la fin de ses aventures en Galthédoc.
Avec l’aide de Dammartin et Joachim, il est parvenu à libérer Aline, mais est arrivé trop tard pour empêcher son mariage forcé avec Argon. Elle est depuis lors la cible d’attentats.
De son côté, Argon retrouve Rabal, un nain qui fut autrefois le protégé de la reine Hélinor, disparue vingt ans plus tôt. Ignorant les mises en garde du petit homme, il lui dérobe la pierre magique qu’il porte cousue sous sa peau, qu’on nomme la Pierre de Folie. Selon Rabal, en dehors de lui, elle n’apporte que le malheur à son porteur.
Convaincu du véritable pouvoir de cette pierre, Argon envoie l’un de ses sbires la coudre dans la doublure de la veste de Joachim. Malheureusement, Arthis la lui emprunte dès le lendemain matin. Dès lors, son comportement commence à devenir progressivement erratique.
Dammartin lance un raid contre les prisons souterraines, où Aline lui présente la femme surnommée « Grand Pays », en qui il reconnait la reine.
Argon met son complot a exécution lors de la cérémonie annuelle du Renouvellement, au cours de laquelle il parvient à faire assassiner le roi. Avant qu’il n’aie le temps de s’emparer du pouvoir, Dammartin surgit avec toute sa suite et, au nom de la reine Hélinor, engage le combat.
Au cours de la bataille, Arthis, jaloux des sentiments naissants entre Aline et Joachim, tente de tuer son rival. Anne l’en empêche sous la menace de son arc. Les partisans de la vieille reine remportent la victoire et la rétablissent sur le trône de Galthédoc.
Hélinor explique que, contrairement à ce que Jehan XI avait toujours prétendu, elle était bien tombée enceinte, avait réussi à accoucher et faire mettre son enfant en sécurité loin du roi, raison pour laquelle il l’avait fait emprisonner. Elle reconnaît en Joachim son fils perdu, et le désigne comme futur roi. A lui seul, plus tard, elle confiera que son enfant était mort-né, et qu’il est le fils d’une amie disparue.
Arthis devient si instable qu’il finit enfermé dans les geôles du palais. Compte tenu des services rendus à la couronne, il est néanmoins autorisé à quitter le royaume en compagnie d’Anne. Dans les marais, il est attaqué par Argon, qui lui dérobe la Pierre de Folie.
Il est finalement interné à Paris, où les psychiatres ne laissent à Anne que peu d’espoir quant à une éventuelle amélioration de son état.
En Galthédoc, le petit Rabal vient rendre hommage à son amie Hélinor, qui l’accueille à bras ouverts.